# 董城郡
董城郡，中国南北朝时设置的郡。
西魏改汝南郡置董城郡，治所在京池县（今湖北安陆市东北吉阳城），隶属于澴州，为州治。下辖京池县一县。北周末废澴州，董城郡改属岳州。隋文帝开皇三年（583年）废董城郡，京池县直属岳州。